# 裸のランナー
『裸のランナー』（The Naked Runner）は、1967年のイギリスの映画。フランシス・クリフォードの小説を基に製作された。
シドニー・J・フューリー監督の作品で、出演はフランク・シナトラなど。

## キャスト
※括弧内は日本語吹替（初回放送1973年4月15日『日曜洋画劇場』）
- サム・レイカー：フランク・シナトラ（家弓家正）
- マーティン・スラッテリー：ピーター・ヴォーン（富田耕生）
- ハルトマン：ダーレン・ネスビット（田口計）
- カレン：ナディア・グレー（寺島信子）
- ルース：トビー・ロビンス（北浜晴子）
- アンナ：インガー・ストラットン（沢田敏子）
- 大臣：シリル・ラッカム（真木恭介）
- リッチー：エドワード・フォックス（細井重之）

## スタッフ
- 監督：シドニー・J・フューリー
- 製作：ブラッド・デクスター
- 脚本：スタンリー・マン
- 撮影：オットー・ヘラー
- 音楽：ハリー・サックマン